# Národní park Alanija
Národní park Alanija byl založen 18. února 1998 kvůli ochraně unikátních přírodních celků v jihozápadní části Republiky Severní Osetie-Alanie, za účelem jejich přírodoochranářského, osvětového, naučného a kulturního využití a vytvoření podmínek pro rozvoj organizovaného turismu v této oblasti. Nachází se na hranicích s Gruzií a zabírá plochu 549,26 km2.